# 82-102 (печера)
82-102 — печера в Грузії, розташована в Абхазії, Гудаутському районі, на Бзибському хребті.
Протяжність 110 м, глибина 102 м, площа 25 м², об'єм 7340 м³, висота входу 1600 м.

## Опис печери
Шахта починається вузькою похилою щілиною, у 8 м від входу відкривається купол 22-метрового колодязя. З його дна, вкритого бриловим навалом, відкривається внутрішній 70-метровий камнепадний колодязь.
Шахта закладена в нижньокрейдових глинистих вапняках. На уступах і на дні багато глини

## Історія дослідження
Печера виявлена і пройдена експедицією томських спелеологів в 1982 р. (кер. В. Я. Мельников).